# Kreisgericht Oppeln
Das Kreisgericht Oppeln war ein preußisches Kreisgericht in der damaligen preußischen Provinz Schlesien mit Sitz in Oppeln.

## Geschichte
1849 wurden in Preußen einheitlich Kreisgerichte geschaffen. Hierbei wurde die Patrimonialgerichtsbarkeit abgeschafft und die Patrimonialgerichte aufgehoben. Auch die staatlichen Gerichte wurden aufgehoben. Dies betraf das Land- und Stadtgericht Oppeln, das Gerichtsamt Krappitz, das Stadtgericht Krappitz und das Justizamt Kupp. Es entstand nun das Königliche Kreisgericht Oppeln. Es umfasste den Kreis Oppeln. Zuständiges Appellationsgericht war das Appellationsgericht Ratibor.
Gerichtskommissionen, also Zweigstellen des Gerichtes mit weniger als drei Richtern, wurden in Carlsruhe, Krappitz und Kupp eingerichtet.
Am Gericht waren 1870 ein Direktor und 12 Kreisrichter eingesetzt. Die Zahl der Gerichtseingesessenen betrug 99.217. Das Kreisgericht war als Schwurgericht für die Kreisgerichte Oppeln, Creutzburg, Rosenberg und Groß-Strehlitz zuständig.
Im Rahmen der Reichsjustizgesetze wurde das Gerichtswesen in Deutschland 1879 vereinheitlicht. Damit wurde das Kreisgericht Oppeln aufgehoben und das königlich preußische Amtsgericht Oppeln mit Wirkung zum 1. Oktober 1879 als eines von 13 Amtsgerichten im Bezirk des Landgerichtes Oppeln als Nachfolger gebildet. Auch die Gerichtskommissionen wurden 1879 in Amtsgerichte umgewandelt (Amtsgericht Carlsruhe, Amtsgericht Krappitz und Amtsgericht Kupp).